# Фосфатидилхолин

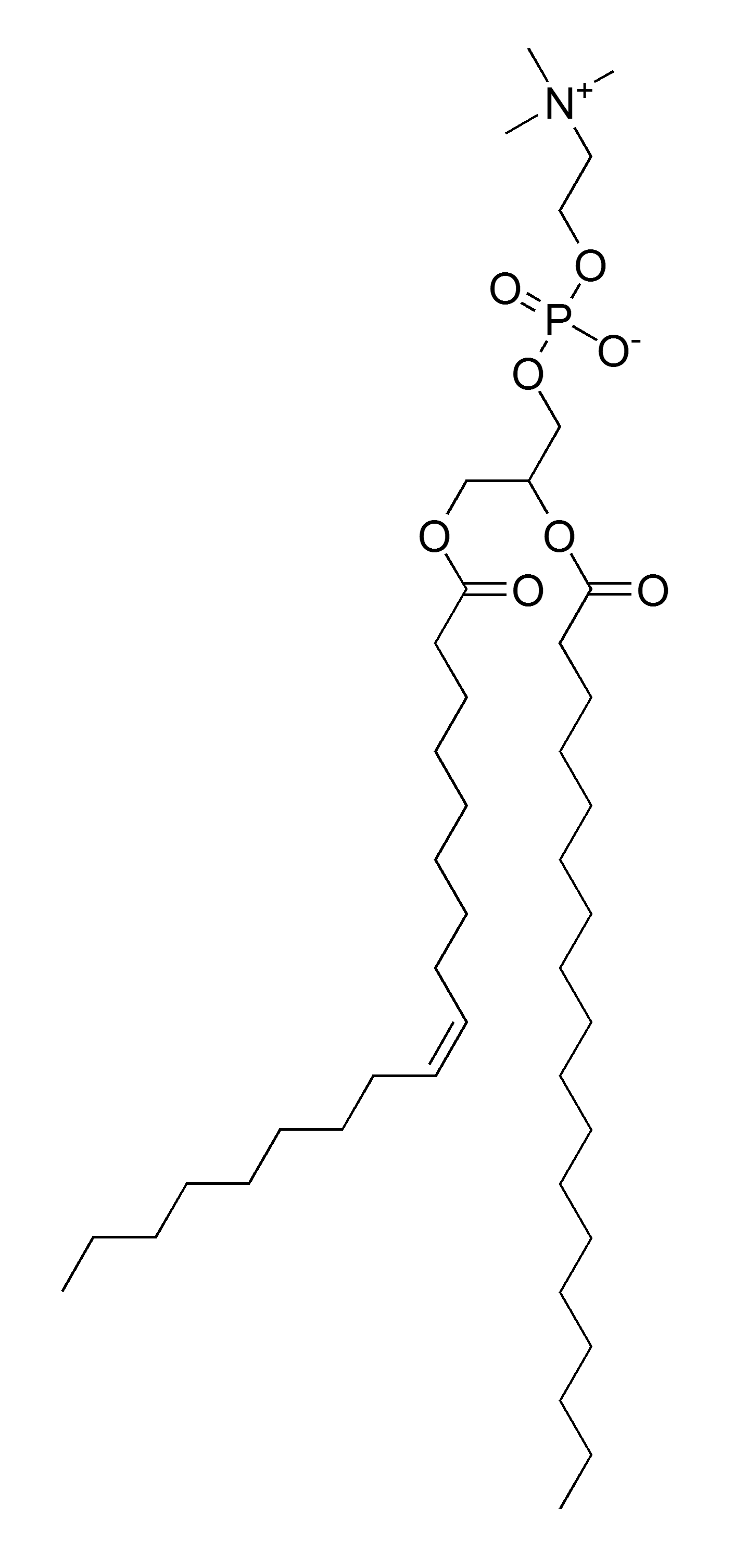
Фосфатидилхолин

Фосфатидилхоли́ны ― группа фосфолипидов, содержащих холин. Также входят в группу лецитинов. Фосфатидилхолины одни из самых распространенных молекул клеточных мембран.

## Структура и функции
Лецитины, как и простые жиры, содержат структурные остатки глицерина и жирных кислот, но в их состав ещё входят фосфорная кислота и холин. Лецитины широко представлены в клетках различных тканей, они выполняют как метаболические, так и структурные функции в мембранах. Дипальмитиллецитин ― очень эффективный поверхностно-активный агент, снижающий поверхностное натяжение и тем самым препятствующий слипанию внутренних поверхностей дыхательных путей в лёгких. Его отсутствие в лёгких недоношенных новорождённых приводит к развитию синдрома дыхательной недостаточности. Входит в состав жёлчи и, вместе с жёлчными кислотами, участвует в эмульгировании пищевых липидов в просвете кишечника. Присутствуя в жёлчи, поддерживает находящийся здесь холестерин в растворенном состоянии и улучшает выведение его из организма. Обеспечивает формирование внешнего гидрофильного слоя транспортных липопротеинов крови.